# Michael Wilson (ciclista)
Michael Wilson (Adelaide, 15 de janeiro de 1960) é um ex-ciclista australiano, que competiu como profissional entre 1982 e 1990.